# Blanche de France (1253-1320)
 (mai 2013).
Pour les articles homonymes, voir Blanche de France.
Blanche de France, née en 1253 à Jaffa et morte vers 1320 à Paris, fille du roi de France Louis IX, devient en 1268 l'épouse de l'infant Ferdinand (1255-1275), héritier présomptif du roi de Castille Alphonse X (1221-1284).
La mort prématurée de son époux et l'usurpation de la succession par Sanche IV la placent au centre d’une crise politique entre les royaumes de France et de Castille, origine de l'exil de ses enfants qui constituent la famille la Cerda, illustrée au XIVe siècle en France, notamment par Charles de la Cerda.

## Biographie

### Origines familiales
Elle est la huitième des enfants de Louis IX (1214-1270), roi de 1226 à 1270, lui-même fils de Louis VIII et de Blanche de Castille (1188-1252), canonisé en 1297. Son prénom est celui d'une ses sœurs aînées, Blanche, morte en bas âge.
Blanche de Castille, grand-mère de Blanche de France, est la sœur de Bérengère de Castille, grand-mère d'Alphonse X.
Sa mère est Marguerite de Provence (1221-1295), fille du comte de Provence Raimond-Bérenger III.
Blanche naît pendant la septième croisade dans le royaume de Jérusalem, à Jaffa (aujourd'hui quartier de Tel-Aviv).

### Mariage et descendance
Le 30 novembre 1268, elle épouse à Burgos le prince héritier de Castille, l'infant Ferdinand (par la suite dénommé Ferdinand de la Cerda). Elle reçoit le prédicat d'infante. 
De leur mariage naissent deux fils :
- Alphonse (1270-1333), ensuite dit « Alphonse le Déshérité » :
- Ferdinand (1275-1327) (par la suite : Ferdinand II de la Cerda).

### Crise de succession à la mort de son fils Ferdinand (1275)
Après la mort de son fils aîné en juin 1275, lors d'une campagne contre les Mérinides, le roi Alphonse X de Castille fait de son fils cadet, Sanche[réf. nécessaire], le légataire de la couronne au détriment des enfants de Blanche. 
Il en résulte une crise politique entre les royaumes de France et de Castille, alimentée par le refus du Castillan de laisser l’infante rejoindre sa patrie avec ses enfants. 

### Conflit entre la France et le roi de Castille (1276)
Le roi de France Philippe III, frère de Blanche, engage les hostilités au printemps 1276, d’abord en Navarre, puis, durant l’été, par la mobilisation de ses vassaux dans les territoires du Midi ; mais les troupes françaises, mal préparées, renforcées tardivement, rebroussent chemin en novembre sans même franchir les Pyrénées. 
On appelle cette armée l’ost de Sauveterre-en-Béarn, du nom du lieu où l’expédition s'est arrêtée.

### Vie ultérieure (1276-1320)
Voir les pages : Charles de la Cerda, Louis de la Cerda, sur l'exil des enfants la Cerda.

### Mort et funérailles
Blanche meurt à Paris entre le 17 juin 1320 et le 7 juin 1322. 
Elle avait fait bâtir une partie de l'église du couvent des Cordelières de Lourcine (13e arrondissement) auprès duquel elle se retira à la fin de sa vie. 
Elle demanda à ce que sa dépouille soit enterrée au couvent des Cordeliers de Paris (6e arrondissement). Un gâble de porte qui la représente agenouillée en prière devant son père saint Louis est conservé au musée Carnavalet.

## Biographie de saint Louis par Guillaume de Saint-Pathus
Elle est l’instigatrice du projet de biographie de saint Louis réalisé par Guillaume de Saint-Pathus, qui, malgré son caractère hagiographique, donne des informations sur les éléments retenus dans le dossier de canonisation.